# アメリカ医師会
アメリカ医師会（アメリカいしかい、American Medical Association、AMA）とは、医師と医学生により構成されるアメリカの学術団体及びロビー集団。
1847年に設立されイリノイ州シカゴに本部を置く。会員数は約240,000人（2016年）。
世界五大医学雑誌であるThe Journal of the American Medical Association（JAMA）の発行元である。

## 沿革
1847年にペンシルベニア州フィラデルフィアでNathan Smith Davis等によって設立される。
1883年にはThe Journal of the American Medical Association（JAMA）を発行している。

## 会員
アメリカ医師会の会員は「医師」以外にも「インターン」や「レジデント」や「フェローシップ」といった日本で「医学生」に相当する段階でも加入可能としている。

## 組織

### 評議会
「Board of Trustees（評議会）」はアメリカ医師会の最高幹部会。以下で構成されている。
- President（会長）
- President-elect（次期会長）
- Immediate Past President（前代会長）
- Speaker（議長）
- Vice Speaker（副議長）
- Chair（教授）
- Chair-elect（次期教授）
- Immediate Past Chair（前代会長）
- Secretary（書記/事務長）
- Member（委員/12人）

### 代議員会
「House of Delegates（代議員会）」はアメリカ医師会の最高意思決定機関。

### 審議会
「councils（審議会）」は評議会の諮問機関。以下の7つが設置されている。
- Council on Constitution & Bylaws (CCB)
- Council on Ethical & Judicial Affairs (CEJA)
- Council on Legislation (COL)
- Council on Long Range Planning & Development (CLRPD)
- Council on Medical Education
- Council on Medical Service
- Council on Science & Public Health

### 部門
「sections（部門）」はアメリカ医師会の会員ごとの部会。
- Academic Physicians Section (APS)
- Advisory Committee on LGBTQ Issues
- Integrated Physician Practice Section (IPPS)
- International Medical Graduates Section (IMGS)
- Medical Student Section (MSS)
- Minority Affairs Section (MAS)
- Organized Medical Staff Section (OMSS)
- Private Practice Physicians Section (PPPS)
- Resident & Fellow Section (RFS)
- Senior Physicians Section (SPS)
- Women Physicians Section (WPS)
- Young Physicians Section (YPS)